# FC Vaslui
FC Vaslui er en fodboldklub hjemmehørende i den rumænske by Vaslui. Klubben blev stiftet så sent som i 2002, og blot 3 sæsoner senere nåede den op i den bedste liga. I sæsonen 2009-10 nåede klubben pokalfinalen for første gang men tabte.
I 2014 blev klubben tvangsnedrykket grundet økonomiske problemer. 

## Titler
- Rumænske mesterskaber (0):
- Rumænske pokalturnering (0):

| Fodbold | Spire Denne artikel om en fodboldklub er en spire som bør udbygges. Du er velkommen til at hjælpe Wikipedia ved at udvide den. |

46°38′00.60″N 27°43′59.95″Ø / 46.6335000°N 27.7333194°Ø